# Václav Křístek (jazykovědec)
Václav Křístek (30. srpna 1918 Slezská Ostrava – 9. září 1979 Praha) byl český jazykovědec, univerzitní profesor, vedoucí katedry českého a slovenského jazyka Filozofické fakulty Univerzity Karlovy. Zastával též politické funkce, několik let byl náměstkem ministra školství a poté československým velvyslancem v Číně.

## Život
Narodil se 30. srpna 1918 v ostravské hornické rodině. V letech 1929—1937 studoval na klasickém gymnáziu v Ostravě a poté na filozofické fakultě v Brně obor čeština — němčina. Studium na fakultě bylo přerušeno uzavřením českých vysokých škol za okupace a Křístek ho mohl dokončit až po válce (1946). V roce 1949 vyslán ministerstvem školství jako lektor češtiny na univerzitu do Poznaně v Polsku. Poté odešel do Olomouce na Palackého univerzitu, kde se v roce 1951 habilitoval a jako docent působil nejprve na pedagogické a později na filozofické fakultě.
Jako uvědomělý člen KSČ neodmítal ani náročné úkoly politické. Za svého působení v Olomouci byl členem krajského výboru KSČ i členem krajského národního výboru. V roce 1958 byl povolán do funkce prvního náměstka ministra školství a kultury. Od roku 1960 byl ustanoven profesorem Univerzity Karlovy v Praze, ale skutečně působit zde začal až v roce 1968, protože ve funkci na ministerstvu školství setrval až do roku 1963 a poté byl přes čtyři roky velvyslancem v Čínské lidové republice.
Po návratu z tohoto působení se soustředil na činnost odbornou a organizačně řídící na Filozofické fakultě Univerzity Karlovy. Od roku 1971 byl vedoucím katedry českého a slovenského jazyka FF UK a v letech 1971—1976 zastával též funkci proděkana filozofické fakulty. Kromě toho byl členem jazykovědného kolegia Československé akademie věd a předsedou pravopisné komise ČSAV.
V roce 1968 dostal vyznamenání Za zásluhy o výstavbu, v roce 1977 mu byla za jeho pedagogickou činnost udělena Medaile Jana Amose Komenského a o rok později obdržel stříbrnou plaketu Josefa Dobrovského.
Zemřel dne 9. září 1979, krátce po dovršení 61 let.

## Dílo
Václav Křístek byl marxisticky orientovaný lingvista. Velký vliv na jeho vědecké zaměření měli jeho učitelé na brněnské filozofické fakultě, především Bohuslav Havránek a František Trávníček. Vliv metody a zájmů F. Trávníčka je patrný již v Křístkových studiích o jazyce K. M. Čapka-Choda, o jazyce Julia Fučíka a o jazyce českého revolučního tisku.
Nejdůležitějším a nejpřínosnějším úsekem Křístkova díla jsou jeho práce o hornické mluvě na Ostravsku, zvláště jeho knižní monografie Ostravská hornická mluva (1956). Předpokladem úspěchu byla mu zde konkrétní znalost pracovních podmínek v ostravském hornictví, dokonalé ovládání nářečí, na jehož základě se formuje ostravská hornická mluva, a také důvěrná znalost společenského prostředí a hornického pohledu na svět. Nelze však pominout ani vliv dialektologa Adolfa Kellnera, dalšího Křístkova učitele, kterého se v uvedené monografii často dovolával.
Na počátku sedmdesátých let se Křístek ve svých článcích soustřeďoval především na otázky odborného a publicistického stylu, psal například o funkčním rozpětí odborného stylu, o jazykové stránce novinových titulků a podobně. V souvislosti s dvoustým výročím narození Josefa Jungmanna (1973) publikoval několik prací, v nichž rozebral z různých aspektů otázku podílu Jungmannovy jazykovědné práce na rozvoji jazyka jako nástroje dorozumění a myšlení a vysoce zhodnotil zakladatelský význam Jungmannovy osobnosti.
Rozsáhlá byl Křístkova redakční činnost. Byl členem redakce Slovníku spisovného jazyka českého, vedoucím redaktorem Staročeského slovníku zpracovávaného v Ústavu pro jazyk český, hlavním redaktorem periodického Sborníku Vysoké školy pedagogické v Olomouci, podílel se redakčně na periodických sbornících vydávaných filozofickou fakultou UK, po jistou dobu byl členem redakce časopisu Český jazyk a Slezského sborníku. Od roku 1971 byl i členem redakční rady časopisu Naše řeč. Jako vysokoškolský učitel se podílel na vypracování vysokoškolských příruček, mimo jiné napsal „Dodatek o staročeských pravopisných systémech" do Malého staročeského slovníku (Praha 1978). Byl také vedoucím pracovní skupiny připravující nové učebnice českého jazyka pro základní školy.

### Knižní publikace
- Moravskoslovenská nářečí (1954, spoluautor: Jaromír Bělič);
- Ostravská hornická mluva (1956);
- Josef Jungmann dnešku: 1773-1973 (1973, spoluautor: Alois Jedlička);

dále řada kolektivních publikací s autorskou spoluúčastí V. Křístka.

### Online dostupné články v časopisuSlovo a slovesnost
- O některých rozsahových novotách K. M. Čapka-Choda (1950)
- K otázce funkčního rozpětí odborného stylu (1972)
- Poznámky k problematice argotu a slangů (1973)
- Josef Jungmann 1773—1973 (1973)
- Kritéria periodizace českého jazykového vývoje (1976)

### Online dostupné články v časopisuNaše řeč
- K mluvě ostravských horníků (1950)
- Pracovní proces a vývoj jazyka (1951)
- Suchar, sucharský, sucharství… (1954)
- Havířské metafory (1955)
- K sedmdesátinám akademika Františka Trávníčka (1956)
- Poznámky k sportovním názvům cizího původu (1971)
- K jazykové stránce revolučního tisku za první republiky (1971)
- Prostavět milión? (1972)
- Máme na to? (1972)
- K jednomu zvláštnímu případu záměny slovesných kategorií (1972)
- Jungmannovy názory na jazyk a jeho poslání v životě společnosti (Z pokrokových tradic naší jazykovědy) (1973)
- Současné novinové titulky (1973)
- K některým novějším posunům ve významu přejatých slov (1974)
- Socialistické období ve vývoji českého jazyka (1975)
- Současný stav a výhledy českého pravopisu (1977, spolu se Zdeňkou Hruškovou)
- Některé aktuální otázky teorie spisovného jazyka (1978, spolu s Jaroslavem Kuchařem)